# Zu den drei Spiegeln

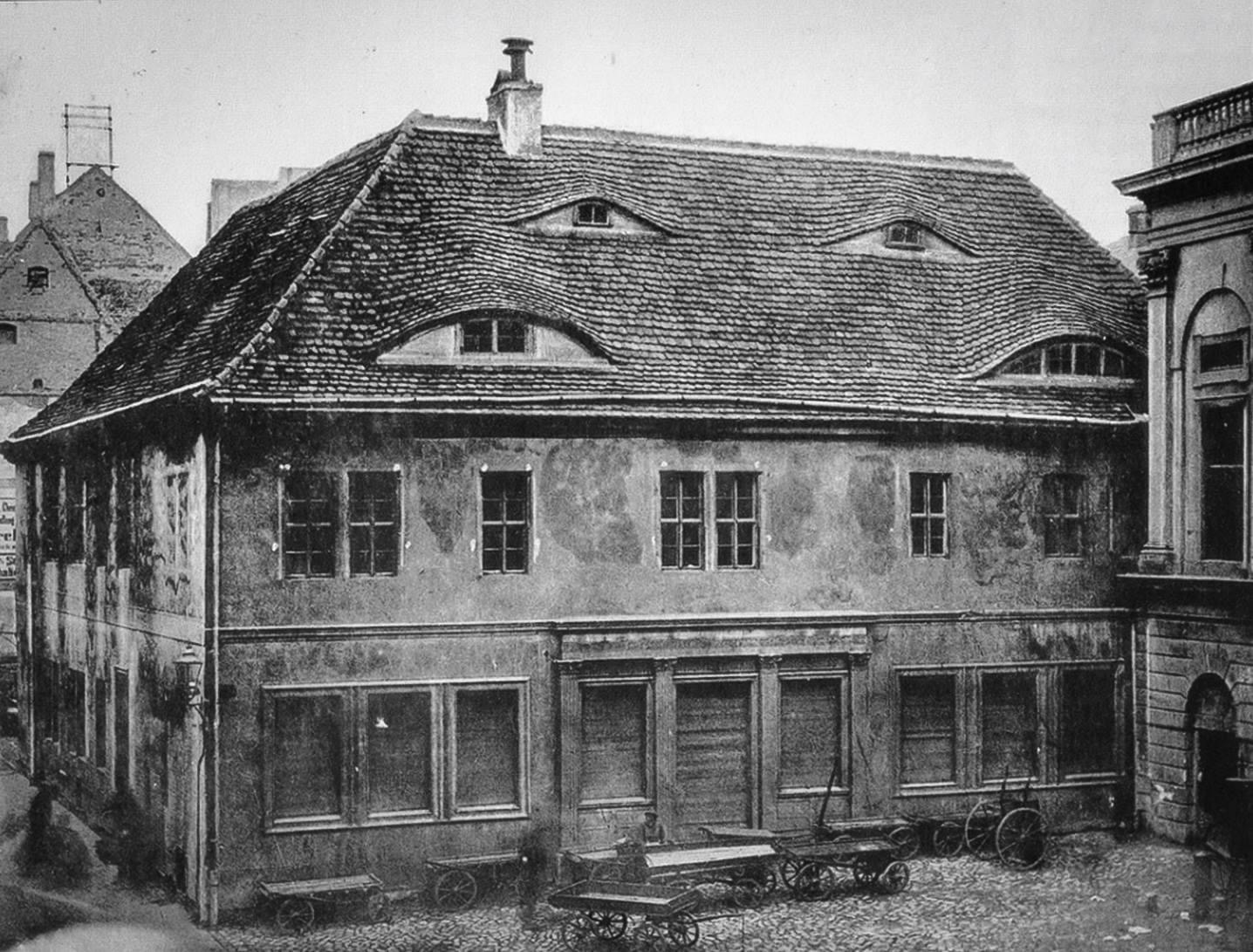
Haus Zu den drei Spiegeln, vor 1886

Das Haus Zu den drei Spiegeln war ein historisches Wohn- und Geschäftshaus in Magdeburg im heutigen Sachsen-Anhalt.

## Lage
Das Gebäude befand sich in der Magdeburger Altstadt an der Adresse Spiegelbrücke 1, unmittelbar an der Nordostecke des Magdeburger Rathauses. Östlich des Hauses verlief ein gewundener Gang von der Spiegelbrücke zum südlich gelegenen Johanniskirchhof.
Heute befindet sich am ehemaligen Standort des Gebäudes ungefähr die Einmündung der Straße Bei der Hauptwache auf die Jakobstraße.

## Geschichte und Architektur
Auf das Haus soll der bereits zumindest seit 1284 gebräuchliche Name der Spiegelbrücke zurückgehen. Vor dem Jahr 1683 liegen allerdings keine Informationen über das Grundstück vor, möglicherweise da das Grundstück mit zum angrenzenden Rathaus gezählt wurde.
Bis 1683 hatte dann der Broihansschenk Israel Bonitz das Grundstück bebaut und ein Gasthaus eingerichtet. Das Gebäude war an die Nordostecke des Rathauses angebaut. 1689 wird als Eigentümer dann sein Ehenachfolger, der Gastwirt Johann Daniel Voß genannt, der es 1701 für 2034 Taler an den Gastwirt und Kürschner Tobias Reichel verkaufte. Reichel verkaufte das Gebäude im Jahr 1715 für 5000 Taler an den Stiftsherren Johann Christian Pape. 1717 tauschte Pape es an den Kammerfiskal Heinrich Metzing.
Um dem wachsenden Platzbedarf der städtischen Verwaltung gerecht zu werden, wurde das Haus später von der Stadt Magdeburg erworben und als Steuerhebestelle genutzt. Am Haus waren noch um 1870 die ursprünglichen Fenster zum Teil erhalten, während die Türen erneuert waren.
1886 wurde in diesem Bereich die Jakobstraße nach Süden verlängert. In diesem Zusammenhang wurde das zweigeschossige Haus Zu den drei Spiegeln abgerissen.